# Réseau Jeunesse ignatien
Le Réseau Jeunesse ignatien, créé en 1984 à l'initiative de la Compagnie de Jésus, vise à mettre en réseau les initiatives de spiritualité ignatienne destinées aux jeunes de 17 à 30 ans. Il fait partie de la famille ignatienne. Marche-pèlerinage, prières en groupes ou communautés, messes "à l'écoute de la Parole", camps-chantier, retraites (Exercices Spirituels de Saint Ignace) et sessions, rassemblements chrétiens... autant d'occasions offertes aux jeunes pour s'épanouir dans leur foi et leur vie personnelle.
Le réseau regroupe la Compagnie de Jésus, une quarantaine de congrégations de religieuses ignaciennes, la Communauté Vie Chrétienne (Communauté de vie chrétienne), l’Association Pied-Barret, le centre Saint-Guillaume (aumônerie catholique de Sciences Po), entre autres. En janvier, 2016, le Réseau jeunesse Ignatien devient le Réseau Magis / jésuites - famille ignatienne destiné aux jeunes de 18 à 35 ans.

## Historique
- 1984 :	naissance du RJI, sous l'impulsion d'Henri Madelin, provincial de France de la Compagnie de Jésus.
- 1984 :	première session Penboc'h jeunes professionnels, au mois d'août, qui se renouvelle chaque année.
- 1985 :	acquisition du hameau de Pied Barret pour proposer à des jeunes de venir se construire humainement et spirituellement en reconstruisant ce hameau inhabité depuis la fin des années 50.
- 1991 :	premier pèlerinage international 'Loyola 91' (à Loyola), à l'occasion du 500e anniversaire de la naissance de saint Ignace de Loyola (fondateur de la Compagnie de Jésus)
- 1996 :	le RJI se constitue en association loi 1901 - Statuts
- 1996 :	la 'Politique, une bonne nouvelle': première édition à La Baume Les Aix (13) au mois d'août, qui se renouvelle tous les deux ans.
- 1996 :	lancement des marches-pèlerinage Manresa en Espagne, entre Loyola et Javier.
- 1996 :	des retraites jeunes (2, 3, 5 jours et plus) rejoignent le réseau.
- 1997 :	'Journées mondiales de la Jeunesse' (JMJ) à Paris. Organisation de Loyola XXI (spectacle international), de l'école de la parole, du Paris Ignacien, de catéchèses.
- 1998 :	deuxième édition de Manresa, la proposition de marche-pèlerinage en Espagne offrant une expérience de choix unique
- 2000 :	JMJ à Rome. Organisation d'Horizon 2000.
- 2001 :	premières journées nationales du réseau. Lancement d'une charte.
- 2002 :	JMJ à Toronto. Organisation d'Ania 2002.
- 2002 :	cofondateur du Réseau Jeunesse Ignatien International : InYgo.
- 2003 :	plus de 80 activités à découvrir tout au long de l'année. Manresa 2003
- 2004-2007 :
- 2008 : grand rassemblement à La Louvesc offrant pendant 4 jours un aperçu de ce qu'offre le Réseau
- 2009 : une édition internationale de Manrésa.
- 2010 : rassemblement à La Louvesc.
- 2011 : participation aux JMJ 2011 à Madrid.
- 2013 : Participation aux JMJ de Rio et organisation simultanée de JMJ délocalisées à Lalouvesc
- 2014  : Opération Inigolib, week-end festif à partir d’ateliers dans Paris
- 2016 : Le RJI évolue et devient le 24 janvier le Réseau Magis.
- 2016  Participation en juillet aux JMJ à Cracovie

## Organisation
Son conseil d’administration élu par l’assemblée générale se réunit trois fois par an. Il gère la vie du Réseau, fait le lien avec les porteurs de projets, veille au respect de la charte pédagogique. Le bureau, élu par le conseil d’administration, se réunit tous les mois et traite des affaires courantes. Enfin, une assemblée générale, rythme la vie de l'association. C’est un moment de convivialité, mais aussi de mémoire des mois écoulés et de regard sur l’avenir. Des responsables de projets, des jeunes et des amis viennent évoquer les activités vécues dans l’année écoulée et formuler leurs souhaits pour l’année suivante.